# ضداطلاعات

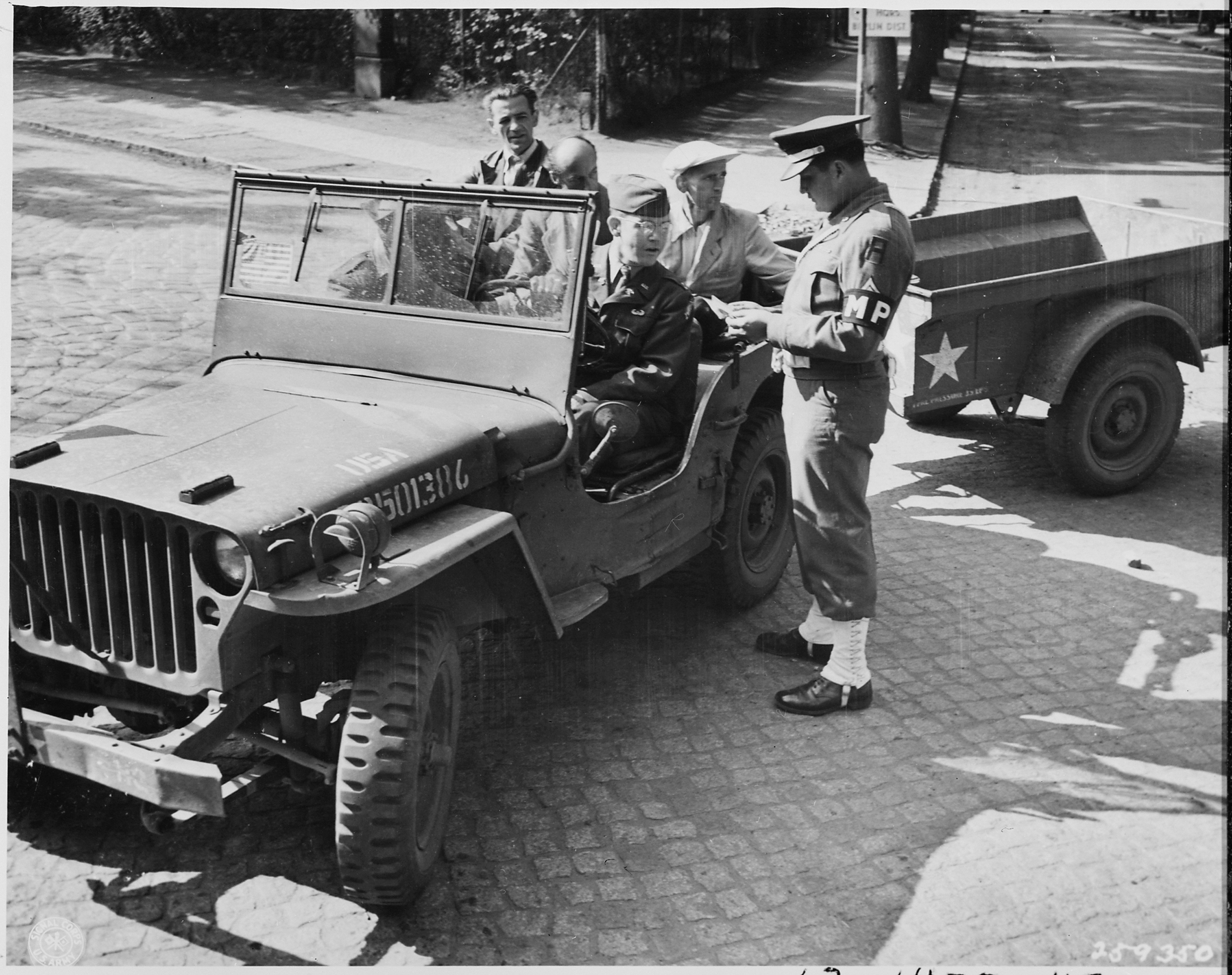
تکنسین غیرنظامی در حال کار برای سپاه ضداطلاعات در پتسدام آلمان ۱۹۴۵.

ضداطلاعات (به انگلیسی: CounterIntelligence) به مجموعۀ فعالیت‌های مربوط به حفظ و حراست اطلاعات، جلوگیری از به سرقت رفتن یا درزکردن آنها و سرّی نگه‌داشتن عملیات اطلاعاتی خود گفته می‌شود. هدف دیگر ضد اطلاعات، فعالیت‌های ضد جاسوسی و همچنین جلوگیری از نفوذ جاسوسان و دیگر عوامل بیگانه به درون دولت، نیروهای مسلح یا سازمانهای اطلاعاتی آن کشور است. اطلاعات جمع‌آوری شده و فعالیت‌های انجام شده به منظور حفاظت در برابر جاسوسی، دیگر فعالیت‌های اطلاعاتی، خرابکاری، یا ترورهای انجام شده توسط قدرتهای بیگانه یا برای آنها، فعالیت‌های سازمان‌ها یا افراد تروریستی، و در برخی موارد با محافظت کارکنان، اسناد یا برنامه‌های امنیتی در ارتباط است.

## ضداطلاعات در ایران

### جمهوری اسلامی ایران
نهادهای اطلاعاتی سه نقش شناختی، نظارتی و اجرایی در اداره ایران دارند. نقش نظارتی، نظارت بر حسن اجرای امور توسط کارگزاران نظام سیاسی است و به‌طور مستقیم ناشی از کارکرد ضداطلاعات در سازمان‌های اطلاعاتی است.
سازمان‌های اطلاعاتی دارای ۹ کارویژه و امنیت سیاسی دارای ۱۳ مؤلفه است. کارویژه مقابله با نفوذ جریانات سیاسی، کارویژه ضد براندازی و اغتشاش علیه امنیت، کارویژهٔ پیشگیری و مقابله با توطئه‌های دشمنان علیه انقلاب و نظام، کارویژه مقابله با بحران، کارویژه خرابکاری و اغتشاش علیه امنیت، کار ویژه‌های آگاهی از وضعیت دشمنان داخلی و خارجی و حراست (حفاظت) اخبار، اطلاعات، اسناد، مدارک و تأسیسات و کارویژه مقابله با موارد ایجاد نارضایتی بیشترین اهمیت را داشته‌اند.
وزارت اطلاعات جمهوری اسلامی به منظور کسب و پرورش اطلاعات امنیتی و اطلاعات خارجی و حفاظت اطلاعات و ضد جاسوسی و به‌دست آوردن آگاهی‌های لازم از وضعیت دشمنان داخلی و خارجی جهت پیشگیری و مقابله با توطئه‌های آنان علیه انقلاب اسلامی، ایران و نظام جمهوری اسلامی ایران، تشکیل گردید. وزارت اطلاعات ایران و دیگر نهادهای اطلاعاتی در کشورهای خارجی هم عملیات انجام داده‌اند.